# Ambulacraria
Die Ambulacraria oder Coelomorpha sind ein rangloses Taxon (eine Verwandtschaftsgruppe), in dem zwei Stämme wirbelloser Tiere vereint werden, die Kiemenlochtiere (Hemichordata) und die Stachelhäuter (Echinodermata). Alle Ambulacraria sind Meerestiere, die als Larven (Tornaria und Dipleurula) planktonisch (im Wasser schwebend) und als Adulttiere benthisch (am Boden lebend) sind.

## Merkmale
Die Ambulacraria haben als gemeinsames Merkmal eine Dreigliederung von Körper und Coelom (Körperhöhle) (Archimerie, Trimerie): das Prosoma mit dem Protocoel (oberer Abschnitt des Coeloms), das Mesosoma, mit dem Mesocoel (mittlere Abschnitt des Coeloms) und das Metasoma mit dem Metacoel (hinterer Abschnitt des Coeloms). Mesosoma und Metasoma sind bei adulten Stachelhäutern stark modifiziert.
Die Larven der Ambulacraria – die Tornarialarven der Kiemenlochtiere und die Dipleurulalarven sowie die davon abgeleiteten Larventypen der Stachelhäuter – besitzen Neotroch und Archäotroch genannte Wimpernstreifen um Mund und Anus. Weitere Merkmale sind ein bewimpertes Apikalorgan am Protocoel und zahlreiche Serotoninzellen.